# Saint-Étienne-de-Puycorbier
Saint-Étienne-de-Puycorbier település Franciaországban, Dordogne megyében. Lakosainak száma 109 fő (2022. január 1.). Saint-Étienne-de-Puycorbier Saint-André-de-Double, Beauronne, Saint-Front-de-Pradoux, Saint-Martin-l’Astier és Saint-Michel-de-Double községekkel határos.

## Népesség
A település népessége az elmúlt években az alábbi módon változott:
| Lakosok száma | 124  | 117  | 118  | 103  | 116  | 112  | 106  | 105  | 106  | 109  |
|               | 1968 | 1982 | 1990 | 2006 | 2013 | 2015 | 2017 | 2019 | 2020 | 2022 |